# Rietz-Neuendorf
Rietz-Neuendorf est une commune de l'arrondissement d'Oder-Spree, au Brandebourg, en Allemagne.

## Personnalités liées à la ville
- Gerhard Schulz (1931-2008), cavalier né à Hartensdorf.